# سی‌اس‌اس فردریکبرگ
سی‌اس‌اس فردریکبرگ (به انگلیسی: CSS Fredericksburg) یک کشتی بود که طول آن ۱۸۸ فوت (۵۷ متر) بود. این کشتی در سال ۱۸۶۳ ساخته شد.